# Akio Chiba
Akio Chiba (ちばあきお o 千葉 亜喜生 Chiba Akio?, 29 de enero de 1943 – 13 de septiembre de 1984) fue un mangaka japonés. Nació el día 29 de enero de 1943 en la ciudad Shenyang, en Liaoning, China (parte de Manchuria). Chiba era más conocido por la publicación de trabajos en las revistas de shōnen y shōjo. Chiba hizo su debut en el profesionalismo en el año 1967 con su trabajo llamdado Sabu to Chibi, mientras trabajaba como asistente de su hermano, Tetsuya. Chiba ganó vigésima segunda versión del premio Shōgakukan para la categoría shōnen con su trabajo llamado Captain y Play Ball.
Chiba se suicidó en el año 1984 ya que presentaba trastornos emocionales, como bipolar. Murió a la edad de 41 años.

## Trabajos
Este es una lista de trabajos hechos por Chiba ordenados cronológicamente.
- Kōsha Ura no Eleven (February 1971, Bessatsu Shōnen Jump, Shueisha)
- Han-chan (Septiembre de 1971, Bessatsu Shōnen Jump)
- Michikusa (Enero de 1972, Bessatsu Shonen Sunday)
- Captain (26 volúmenes, 1972-1979, Bessatsu Shōnen Jump, adaptado a una serie de anime en 1980)
- Play Ball (22 volúmenes, 1973-1978, Weekly Shonen Jump)
- Fushigi Tōbo-kun (1982-1983, Weekly Shōnen Jump, escrito por Tarō Nami)
- Champ (abril-noviembre de 1984, Weekly Shōnen Jump, escrito por Tarō Nami)
  - Este es su último trabajo.

Sources: